# Morti nel 1696
| Questa pagina contiene informazioni ricavate automaticamente dalle voci biografiche con l'ausilio del template Bio e di un bot. L'aggiornamento è periodico e automatico e ricostruisce completamente la pagina. Se manca una persona in questa lista, sei pregato di non aggiungerla, ma accertati piuttosto che la sua voce biografica contenga il template Bio e che i dati anagrafici siano correttamente compilati. Se il template Bio manca, inseriscilo tu stesso o, in alternativa, metti l'avviso {{tmp\|Bio}} che ne segnala la mancanza. Se i dati riportati sono sbagliati, correggi direttamente la voce biografica; le modifiche saranno visibili in questa lista entro pochi giorni. Per chiarimenti vedi il progetto biografie. La lista contiene solo le 68 persone che sono citate nell'enciclopedia e per le quali è stato implementato correttamente il template Bio. Pagina aggiornata al 10 ago 2025. |

## Gennaio(5)
- 10 gennaio - Filippo Baldinucci, storico dell'arte, politico e pittore italiano (n. 1625)
- 11 gennaio - Charles Albanel, gesuita, missionario e esploratore francese
- 13 gennaio - Giovanni Cosimo Bonomo, medico italiano (n. 1666)
- 18 gennaio - Francesco Feroni, mercante, politico e funzionario italiano (n. 1614)
- 21 gennaio - Giuseppa Maria di Sant'Agnese, religiosa spagnola (n. 1625)

## Febbraio(2)
- 8 febbraio - Ivan V di Russia, sovrano (n. 1666)
- 19 febbraio - Giovanni Pietro Bellori, scrittore, antiquario e storico dell'arte italiano (n. 1613)

## Marzo(4)
- 12 marzo - Jean de la Vallée, architetto francese (n. 1620)
- 14 marzo - Jean Domat, scrittore francese (n. 1625)
- 17 marzo - Elisabetta d'Orléans, duchessa (n. 1646)
- 25 marzo - Enrico Casimiro II di Nassau-Dietz, nobile (n. 1657)

## Aprile(4)
- 17 aprile - Madame de Sévigné, scrittrice francese (n. 1626)
- 22 aprile - Bonifazio Rangoni, politico italiano (n. 1633)
- 27 aprile - Simon Foucher, filosofo e abate francese (n. 1644)
- 30 aprile - Robert Plot, naturalista britannico (n. 1640)

## Maggio(5)
- 10 maggio - Jean de La Bruyère, scrittore e aforista francese (n. 1645)
- 13 maggio - Anu Khatun, regina mongola (n. 1653)
- 16 maggio - Maria Anna d'Asburgo (n. 1634)
- 17 maggio - Antoine d'Aquin, medico e chirurgo francese (n. 1629)
- 26 maggio - Albertina Agnese d'Orange, nobile olandese (n. 1634)

## Giugno(5)
- 2 giugno - William Herbert, I marchese di Powis, nobile e politico britannico (n. 1626)
- 17 giugno - Giovanni III Sobieski, re (n. 1629)
- 24 giugno - Philip Henry, religioso britannico (n. 1631)
- 26 giugno - José Pérez de Rozas, religioso, storico e diplomatista spagnolo (n. 1640)
- 29 giugno - Michel Lambert, compositore, cantante e liutista francese (n. 1610)

## Luglio(2)
- 25 luglio - Clamor Heinrich Abel, musicista tedesco (n. 1634)
- 28 luglio - Charles Colbert de Croissy, politico e diplomatico francese (n. 1629)

## Agosto(2)
- 4 agosto - Francesco Maria Rini, vescovo cattolico italiano (n. 1624)
- 28 agosto - Hans Adam von Schöning, militare tedesco (n. 1641)

## Settembre(7)
- 1º settembre - Antonio Latini, cuoco italiano (n. 1642)
- 4 settembre - Celestino Sfondrati, cardinale, vescovo cattolico e teologo italiano (n. 1644)
- 9 settembre - Eleonora Erdmuthe di Sassonia-Eisenach, principessa (n. 1662)
- 17 settembre - Daniel Daniélis, compositore belga (n. 1635)
- 23 settembre - Dionisio IV di Costantinopoli, arcivescovo ortodosso greco
- 28 settembre - Maria Teresa d'Asburgo, nobile austriaca (n. 1684)
- 29 settembre - Íñigo Fernández de Velasco, VII duca di Frías, generale e politico spagnolo (n. 1629)

## Ottobre(4)
- 2 ottobre - Charles Henri de Choiseul, nobile e militare francese
- 3 ottobre - Prospero Intorcetta, missionario e gesuita italiano (n. 1625)
- 14 ottobre - Dionisio III di Costantinopoli, arcivescovo ortodosso greco (n. 1615)
- 19 ottobre - Johannes von Goes, cardinale e vescovo cattolico austriaco (n. 1612)

## Novembre(2)
- 9 novembre - James Gother, ufficiale inglese
- 26 novembre - Gregório de Matos, poeta e avvocato portoghese (n. 1636)

## Dicembre(6)
- 4 dicembre - Meishō, imperatore giapponese (n. 1624)
- 8 dicembre - Charles Porter, politico irlandese (n. 1631)
- 13 dicembre - Georg Matthäus Vischer, incisore e cartografo austriaco (n. 1628)
- 20 dicembre - Louise Moillon, pittrice francese (n. 1610)
- 27 dicembre - Domenico Tarugi, cardinale e arcivescovo cattolico italiano (n. 1638)
- 28 dicembre - Miguel de Molinos, presbitero, mistico e scrittore spagnolo (n. 1628)

## Senza giorno specificato(20)
- Gerolamo Aliprandi, stuccatore e scultore italiano
- Giovanni Canale, poeta italiano (n. 1603)
- Médard Chouart des Groseilliers, esploratore francese (n. 1618)
- Dirck Helmbreker, pittore e disegnatore olandese
- Filippo Jannelli, pittore italiano (n. 1621)
- Ferdinand van Kessel, pittore olandese (n. 1647)
- Gabriel Le Duc, architetto francese
- Ferdinando Leopoldo Del Migliore, storico, letterato e falsario italiano (n. 1628)
- Murad Giray (n. 1627)
- Giovanni Camillo Peresio, poeta italiano (n. 1628)
- Franz Pfyffer von Altishofen, ufficiale svizzero (n. 1623)
- Domenico Piro, poeta italiano (n. 1660)
- Wacław Potocki, poeta e scrittore polacco (n. 1621)
- Jean Richer, astronomo francese (n. 1630)
- Paul van Somer II, incisore e disegnatore olandese (n. 1649)
- Emilio Taruffi, pittore italiano (n. 1633)
- Tenzin Rabgye, sovrano bhutanese (n. 1638)
- Tian Thala, sovrano laotiano
- Jacobus Tollius, letterato olandese (n. 1633)
- Carlos de Grunenbergh, ingegnere militare e architetto tedesco